# Fontes da história da Suécia

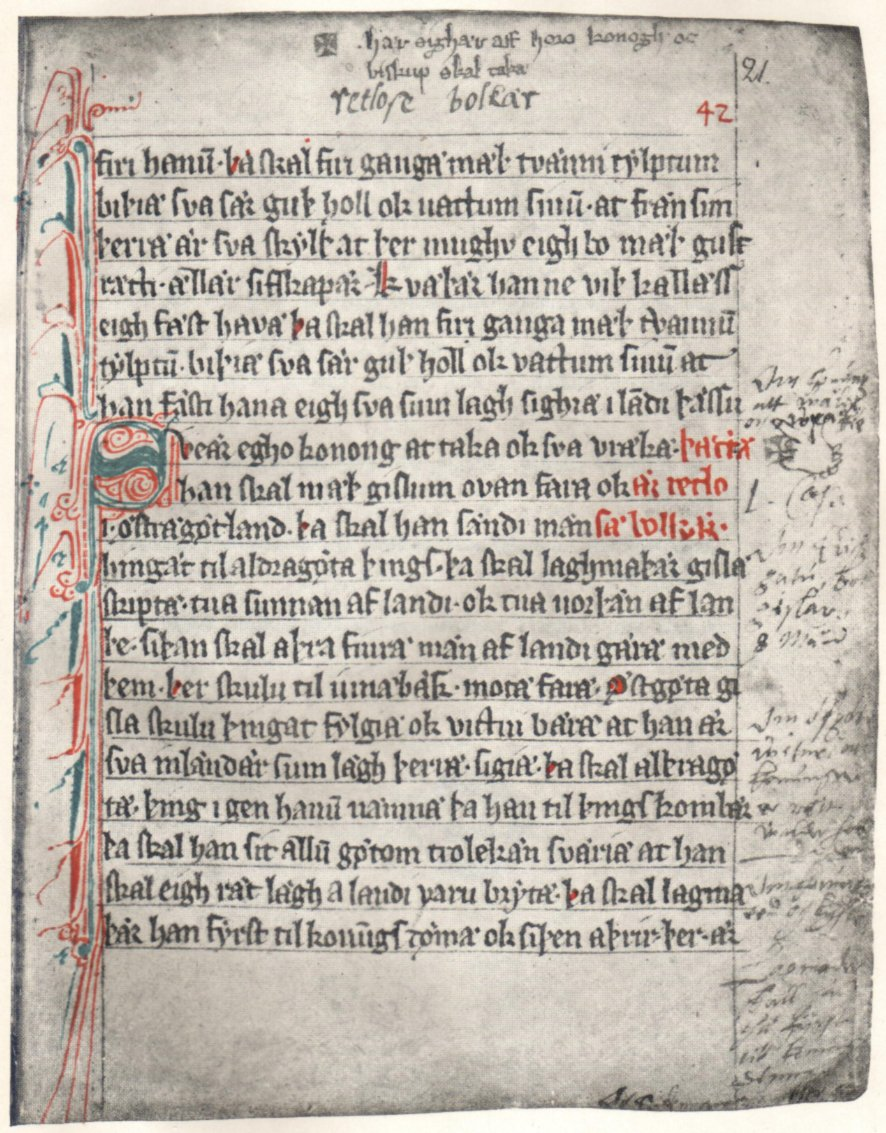
Página da Lei da Gotalândia Ocidental, século XIII

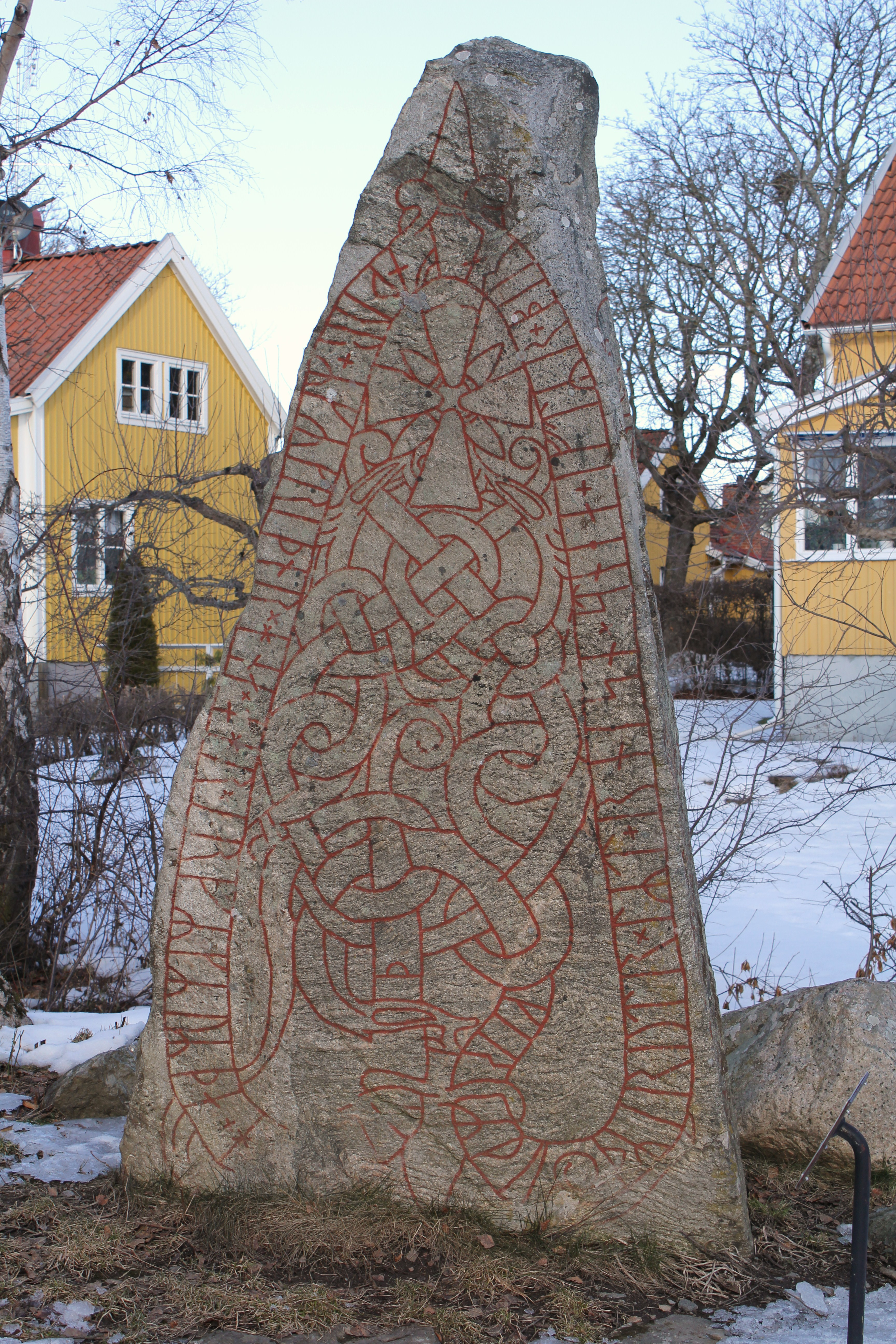
Pedra de Ängby, na Suécia

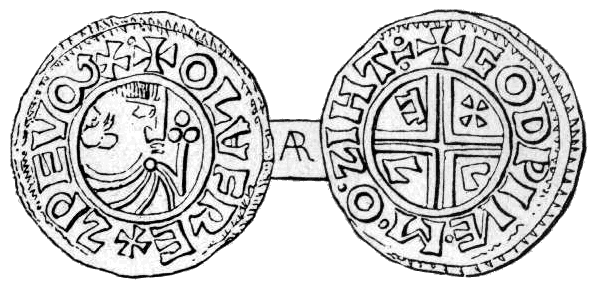
Moeda de prata cunhada em Sigtuna no reinado de Olavo, o Tesoureiro

São escassos os documentos escritos contemporâneos aos factos relatados na história antiga da Suécia. As poucas fontes existentes são frequentemente estrangeiras, tardias, eivadas de incertezas e contradições e até fantasiosas. A arqueologia e a linguística dão um contributo importante para aumentar o saber histórico, com destaque para as pedras rúnicas (com suas inscrições e gravuras), moedas e objetos achados, assim como vestígios arqueológicos e ruínas encontrados.

## Fontes secundárias
- História Natural do naturalista romano Plínio, o Velho, século I[1][7]
- Germânia do historiador romano Tácito, século I[1][7][8]
- Geografia do homem de ciência greco-egípcio Ptolemeu, século II[1][9]
- Relatos desaparecidos do geógrafo e explorador grego Píteas, século IV[1][10]
- Gética do historiador bizantino Jordanes, século VI[11]
- Lista dos Inglingos do escaldo norueguês Tiodolfo de Hvinir, século IX
- Feitos dos Bispos da Igreja de Hamburgo do historiador alemão Adão de Brema, século XI[12]
- Beowulf, poema anglo-saxão, século XI[12]
- Feitos dos Danos do historiador dinamarquês Saxão Gramático, século XII
- Livro dos Islandeses do historiador irlandês Ari, o Sábio, século XII
- História da Noruega de autor anónimo, século XII
- Saga de Hervör, século XIII
- Lei da Gotalândia Ocidental, lei provincial sueca, século XIII
- Heimskringla, Saga dos Inglingos, do historiador islandês Esnorro Esturleu, século XIII[12]
- Hversu Noregr byggdist, século XIV
- Crônica Sueca, de autor desconhecido, século XV
- História de todos os reis gautas e suíones, do historiador mitógrafo sueco João Magno, século XVI

## Fontes terciárias
- Svensk historia de Alf Henrikson, século XX
- Heimskringla
- SO-rummet
- Historiesajten
- Dicionário Biográfico Sueco (Arquivo Nacional Sueco), século XX

## Instituições
- Museu Histórico de Estocolmo - http://historiska.se/
- Historiska institutionen – Universidade de Estocolmo

Sobre a historiografia na Suécia
- Artéus, Gunnar; Klas Åmark (2012). Historieskrivningen i Sverige (A historiografia na Suécia) (em sueco). Lund: Studentlitteratur. 222 páginas. ISBN 9789144070438

## Os primeiros cronistas suecos
- Érico de Upsália (-1486), Chronica regni Gothorum (século XV)
- João Magno (1488-1544), História de todos os reis gautas e suíones (século XVI)
- Olavo Magno (1490-1557)
- Olaus Petri (1493-1552)
- João Messênio (1579-1636)